# 카린 안나 정

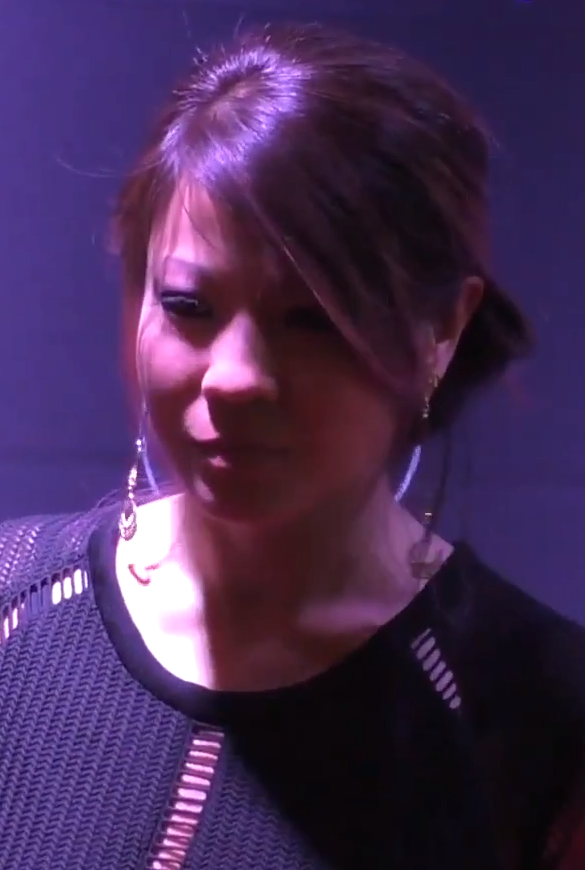

카린 안나 정(Karin Anna Cheung, 1974년 11월 2일 ~ )은 미국의 배우, 싱어송라이터, 작곡가, 가수, 텔레비전 배우, 영화배우이다.
로스앤젤레스에서 태어났다.

## 영화
- 디 언비든 (2016년)
- 더 피플 아이브 슬렙 위드 (2009년)